# Fortis Championships Luxembourg 2000
Il Fortis Championships Luxembourg 2000 è stato un torneo di tennis giocato sul sintetico indoor. È stata la 10ª edizione del torneo, che fa parte della categoria Tier III nell'ambito del WTA Tour 2000. Il torneo si è giocato a Lussemburgo dal 25 settembre al 1º ottobre 2000.

## Campionesse

### Singolare
Jennifer Capriati ha battuto in finale  Magdalena Maleeva con il punteggio di 4–6, 6–1, 6–4

### Doppio
Alexandra Fusai /  Nathalie Tauziat hanno battuto in finale  Ljubomira Bačeva /  Cristina Torrens con il punteggio di 6–3, 7–6(0)